# Salix chikungensis
Salix chikungensis är en videväxtart som beskrevs av Camillo Karl Schneider. Salix chikungensis ingår i släktet viden, och familjen videväxter. Inga underarter finns listade i Catalogue of Life.